# Marla Sokoloff
Marla Lynne Sokoloff (San Francisco, 19 dicembre 1980) è un'attrice e musicista statunitense.

## Biografia
Nasce a San Francisco, in California, il 19 dicembre 1980 da una famiglia ebraica di origini russe e tedesche. Inizia a lavorare come attrice fin da bambina, quando nel 1987 è nel cast della serie Gli amici di papà.
Successivamente recita in numerose serie televisive e film per il grande e per il piccolo schermo. Da ricordare ruoli importanti in The Practice - Professione avvocati (1997), Fatti, strafatti e strafighe (2000), Costi quel che costi (2000), Le insolite sospette (2001), Friends (2001), in cui interpreta Dina, la sorella di Joey, nel decimo episodio dell'ottava stagione, A Date with Darkness: The Trial and Capture of Andrew Luster (2003), Equivoci d'amore (2005), Meteor - Distruzione finale (2009), La ragazza dei fiori (2009), Una lozione d'amore (2011).
Inoltre ha da sempre la passione per la musica (suona la chitarra ritmica) e per il canto. Nel 2006 è uscito il suo primo CD, intitolato Grateful.
Sposata con il musicista Alec Puro dal 2009, con il quale ha avuto tre figlie: Elliotte Anne Puro (nata nel 2012), Olive Mae Puro (nata nel 2015) e Harper Bea Puro (nata nel 2022).

## Filmografia

### Cinema
- Mia moglie è una pazza assassina? (So I Married Axe Murderer), regia di Thomas Schlamme (1993) - non accreditata
- Il club delle baby sitter (The Baby-Sitters Club), regia di Melanie Mayron (1995)
- Pericolo nell'ombra (True Crime), regia di Pat Verducci (1996)
- The Climb, regia di Bob Swaim (1997)
- Costi quel che costi (Whatever It Takes), regia di David Raynr (2000)
- Fatti, strafatti e strafighe (Dude, Where My Car?), regia di Danny Leiner (2000)
- Le insolite sospette (Sugar & Spice), regia di Francine McDougall (2001)
- The Tollbooth, regia di Debra Kirschner (2004)
- Home of Phobia, regia di Ryan Shiraki (2004)
- Love on the Side, regia di Vic Sarin (2004)
- Crazylove, regia di Ellie Kanner (2005)
- Una lozione d'amore (Scents end Sensibility), regia di Brian Brough (2011)
- Chateau Meroux - Il vino della vita (The Chateau Meroux), regia di Bob Fugger (2011)
- Do You Take This Man, regia di Joshua Tunick (2016)
- A Happening of Monumental Proportions, regia di Judy Greer (2017)
- The Merry Gentlemen, regia di Peter Sullivan (2024)

### Televisione
- Crescere, che fatica! – serie TV, episodio 1x4 (1993)
- The Second Half, serie TV - episodio 1x10 (1993)
- Una bionda per papà – serie TV, episodio 3x15 (1994)
- Gli amici di papà – serie TV, 8 episodi (1993-1995)
- Quell'uragano di papà, serie TV - episodio 5x6 (1995)
- Cinque in famiglia – serie TV, 7 episodi (1995-1996)
- Una famiglia del terzo tipo – serie TV, episodio 1x2 (1996)
- Over the Top, serie TV - 11 episodi (1997)
- Settimo cielo – serie TV, episodio 2x17 (1998)
- The Practice - Professioni avvocati – serie TV, 133 episodi (1998-2004)
- Strane frequenze (Strange Frequency), regia di Mary Lambert e Bryan Spicer  - film TV (2001)
- Friends – serie TV, episodio 8x10 (2001)
- A Date with Darkness: The Trial and Capture of Andrew Luster, regia di Bobby Roth - film TV (2003)
- Desperate Housewives - serie TV, 3 episodi (2004-2005)
- Equivoci d'amore (Christmas in Boston), regia di Neill Fearnley – film TV (2004)
- Modern Men, serie TV - 3 episodi (2006)
- Big Day, serie TV - 13 episodi (2006-2007)
- Burn Notice - Duro a morire, serie TV - episodio 2x12 (2009)
- Meteor - Distruzione finale – mini serie TV, 2 episodi (2009)
- Drop Dead Diva – serie TV, episodio 1x8 (2009)
- La partita dell'amore (Play the Game), regia di Marc Fienberg - film TV (2009)
- La ragazza dei fiori (Flower Girl), regia di Bradford May - film TV (2009)
- Regali e segreti (Gift of the Magi), regia di Lisa Mulcahy - film TV (2010)
- CSI: NY – serie TV, episodio 7x13 (2011)
- A Christmas Wedding Date, regia di Fred Olen Ray - film TV (2012)
- Melissa & Joey – serie TV, episodio 3x4 (2013)
- Mind Games, serie TV - episodio 1x6 (2014)
- The Fosters – serie TV, 11 episodi (2014)
- Grey's Anatomy – serie TV, episodi 11x13,11x14 (2015)
- Hot in Cleveland – serie TV, episodio 6x19 (2015)
- Sognando Manhattan (Summer in the City), regia di Vic Sarin - film TV (2016)
- Hollywood Darlings, serie TV - episodio 2x1 (2018)
- Un viaggio per Natale (The Road Home for Christmas), regia di Peter Sullivan - film TV (2019)
- Le amiche di mamma – serie TV, 11 episodi (2016-2020)

## Doppiatrici italiane
Nelle versioni in italiano delle opere in cui ha recitato, Marla Sokoloff è stata doppiata da:
- Federica De Bortoli ne Le insolite sospette, The Practice - Professione avvocati
- Laura Latini in Big Day, Regali e segreti
- Domitilla D'Amico in CSI: NY, Chateau Meroux - Il vino della vita
- Tiziana Avarista in Friends
- Monica Vulcano in Pericolo nell'ombra
- Tatiana Dessi in Fatti, strafatti e strafighe
- Francesca Rinaldi in Meteor - Distruzione finale
- Myriam Catania in Desperate Housewives
- Letizia Ciampa in La ragazza dei fiori
- Roberta Greganti in Burn Notice - Duro a morire
- Paola Majano in Sognando Manhattan
- Micaela Incitti in Grey's Anatomy
- Laura Lenghi in Le amiche di mamma
- Chiara Gioncardi in Drop Dead Diva
- Barbara De Bortoli in The Merry Gentlemen